# 貝瑞塔M1934半自動手槍
貝瑞塔M1934（英語：Beretta M1934）是一款由意大利槍械製造商貝瑞塔所研製及生產的反沖作用操作式緊湊型半自動手槍，從1934年開始成為發配給意大利武裝部隊與警察的標準制式槍械；即使在戰後時期仍然被意大利共和國武裝部隊所用，直到1990年代，被貝瑞塔92所逐漸地完全取代。發射在意大利被命名為（義大利語：意為：短）的.380 ACP（9×17毫米白朗寧短彈）口徑手枪子彈。

## 歷史與使用
在第一次世界大战之前，意大利軍隊採用產量低下，但擊發機構過度複雜以及脆弱的格利森蒂1910型手槍作為其制式手槍 。然而，當時的意大利工業無法應對快速增長的武器需求，而且所生產的各種槍械都要發配給前線。即便如此， 武器供應仍無法上，連手槍也不例外。
而設於加尔多内瓦尔特龙皮亚的貝瑞塔武器公司是全世界歷史最悠久的軍械製造企業之一，可追溯到1526年，當時他倆是一家槍管製造商。但直到1915年，意大利軍隊在發配手槍的過程中遇到了困難。軍隊為了滿足需求，他倆要求貝瑞塔設計可用於大規模生產的手槍。因此，貝瑞塔工程師Giantoso採用直接反沖作用原理設計了一款能夠發射9毫米格利森蒂子彈的半自動手槍，並將其呈交給意大利軍隊測試。陷於手槍短缺困境的意大利軍隊立即採用這種廉價而可大規模生產的手槍，命名為贝瑞塔M1915，並且下令大量生產。後來貝瑞塔M1915成為第一次世界大戰期間意大利產量最高的手槍。
隨著貝瑞塔M1915的大規模生產，貝瑞塔已經成為意大利、以至目前世界上最大的手槍製造商之一；隨後，貝瑞塔成功地以M1915的技術為基礎，推出了更多的中小型反沖式半自動手槍。在主要的軍用手槍方面，在1930年代早期，M1915研發了直線發展而成的貝瑞塔M1931和貝瑞塔M1932。兩款手槍都使用小型.32 ACP子彈，結構緊湊，重量輕便，易於使用。隨後貝瑞塔對此進行了改進，以進一步減少零件數量、增加了強度，結果他倆在1934年生產的型號（即M1934）就成為了他們在第二次世界大戰的時代產量最多的產品。
該槍是為意大利武裝部隊而設計和專門製造的武器，但它也在黑市以內出售。1930年代早期，意大利軍隊對瓦爾特PP手槍印象深刻。可貝瑞塔不想被他倆的德國競爭對手奪去簽訂一份大型軍事合同的機會，並為意大利軍隊設計了M1934；結果1937年，就獲意大利軍隊所採用。該型號以後就是M1935，在大多數方面類似於M1934，只是它發射.32 ACP口徑手枪子彈（.32自動手槍子彈，7.65×17毫米白朗寧短彈），並取得了商業上的成功。事實上在意大利，直到更為強大的9×19毫米「帕拉貝倫」出現以前，9 mm Corto口徑的M1934與其他同口徑的武器型號，長期以來一直被視為民間禁售的「戰爭武器」。儘管M1934和M1935的結構相同（部件的形狀和槍機操作原理相同），但細小的尺寸差異意味着兩款槍的部件都不可相互交換使用。
在法西斯時代生產的該手槍以兩種形式標出其製造年份：以阿拉伯数字表示的傳統的儒略日期和以罗马数字表示的法西斯時代日期。法西斯日曆從1922年10月28日開始，因此1937年生產的一柄該手槍可能帶有的法西斯年號碼為“XV”（15）或“XVI”（16）。 武裝部隊所用的手槍通常會在底把左側、握柄上方的位置沖壓上檢驗及採用的標誌：“RE”（Regio Esercito）為陆军、“RM”（Regia Marina）為海军，“RA”（Regia Aeronautica）為空军，而且還將字樣印在代表皇家空軍的鷹所戴的皇冠以上；而警用手槍可能會標有“PS”（Pubblica Sicurezza）。在轴心国時期，羅馬尼亞軍方亦購入了M1934（與M1935）手槍。口徑標記顯示為9 mm Scurt（羅馬尼亞語：意為：短）而非9 mm Corto。羅馬尼亞軍隊M1934與意大利M1934的不同之處在於羅馬尼亞型手槍採用了俄式照準器圖像，而意大利型手槍沿用著西方軍隊所採用的標準照準器圖像。
貝瑞塔繼續生產手槍和機槍，直到1945年意大利戰敗。在戰爭結束時，該公司被駐紮在意大利的德國軍隊佔領，並為德國軍隊和與之合作的組織生產。但在1944年至1945年時，M1934在生產精度和表面處理方面逐漸變得不那麼準確，導致其表面處理質量下降，儘管這不影響其操作的可靠性或射擊的準確性。這是為了加速戰爭最後幾年武器的生產時間。
戰爭結束後，貝瑞塔開始通過刮掉其餘部件重新生產貝瑞塔M1934和M1935。重組以後的意大利軍隊和警察仍然採用貝瑞塔M1934作，並在外觀設計上（例如握把設計方面）進行了一些改變。美國銷售版本以“M934／M935”的名義銷售，但隨著1950年代後期開始，其後繼型號貝瑞塔70以至92的出現，M1934和M1935亦走向停產。
1948年1月30日，刺客南度蓝姆·高德西使用序列號為606824的M1934暗殺聖雄甘地。該手槍於1934年製造，在意大利入侵阿比西尼亞期間由一名軍官攜帶，隨後被一名英國軍官繳獲為戰利品。目前尚不清楚該槍如何流落到印度，但已知高德西從一名同謀者獲得該無牌槍械。它也是澳大利亞犯罪分子Mark Brandon“Chopper”Read最喜愛的武器之一。

## 設計
M1934的設計類似於現代的貝瑞塔92手槍。標誌型保險桿位於底把的左側。向前轉動保險桿時，該槍會解脫其保險鎖，而將保險桿向後轉動時則是鎖上扳機。彈匣扣位於握柄底部。
配有貝瑞塔特有的開放式套筒的M1935，其供彈和抽殼循環週期非常可靠；在套筒頂部的長形開槽可兼作拋殼口。復進彈簧位於槍管下方。它由碳鋼和塑料握柄等原料製成的、相對較少的部件所組成，維護非常簡單。M1934的結構與M1935一樣非常堅固，如果維護得當，使用壽命亦會較長，甚至可超過100年。
9毫米Corto（.380 ACP）的火力不如大多數其他軍用手槍子彈，如9×19毫米「帕拉貝倫」或.45 ACP，僅僅於用作自衛武器的時候才足夠。單排彈匣的容量只有7發。當移除空彈匣時，它不再保持套筒在後。除非利用該槍獨立操作的保險裝置以保持套筒開放，否則套筒將向前運動並且閉鎖，這會導致該槍的重新裝填速度有所減慢。
另外，保險桿只能鎖定扳機而不阻擋扳機或撞針，如果扳機處於待擊狀態並且有彈在膛室以內，這大大降低了控制武器的安全性。在那時候，持有手槍的許多國家的軍隊中，表明等級比防衛更為有效（例如，不是在美國或德國時）。
但是，如果將保險裝置轉移到保險位置時，它也可以充當套筒鎖，釋放彈匣以後即可插入上滿彈藥的彈匣，然後解脫套筒釋放／保險裝置，同時將彈匣首發上膛，以後就可以單動操作模式擊發手槍。
M1934在軍事條件以下的製造成本可是相當昂貴，但事實亦證明它非常堅固可靠。

## 生產量
從1934年到1992年之間，全球約生產了1,080,000柄該槍。

## 第二次世界大戰的戰利品槍械
意大利和德國武裝部隊所用的貝瑞塔M1934在第二次世界大戰期間被盟軍大量繳獲，盟軍士兵因其體積小，設計堅固，結構良好而喜歡它倆。這些被繳獲的手槍當中有許多至今仍可操作，並且在美國、加拿大、澳大利亞、新西蘭、法國和英國以內廣泛使用。M1934的結構緊湊，易於隱藏，彈藥亦很容易取得。

## 使用國
- 阿尔及利亚[3]
- 意大利：意大利皇家軍隊（英语：Royal Italian Army）
- 德意志國：命名為Pistole 671（i）（簡稱：P.671(i) ）。
- 芬兰：命名為900 PIST 34 BERETTA。
- 利比亞[4]
- ：人民解放阿扎瓦德運動（英语：People's Movement for the Liberation of Azawad）[5]
- 罗马尼亚王国：羅馬尼亞皇家陸軍[6]
- 南斯拉夫游擊隊（繳獲的手槍）[7]

在第二次世界大戰當中，這款武器被意大利、德國和羅馬尼亞軍隊所廣泛使用，而且在戰爭期間被盟軍繳獲了不少該槍。

## 流行文化

### 電子遊戲
- 2021年—《應徵入伍》

## 資料來源
1. ↑  .   [2019-03-22]. （原始内容存档于2016-03-23）.
2. ↑  Gandhi, Tushar A. . Rupa Publications. 2012. ISBN 9788129128942.
3. ↑  . 2015  [2019-05-07]. （原始内容存档于2016-11-24）.
4. ↑  .   [2019-03-22]. （原始内容存档于2016-10-05）.
5. ↑  Small Arms Survey.  (PDF). . Oxford University Press. 2005: 166  [2019-03-22]. ISBN 978-0-19-928085-8. （原始内容存档于2018-08-30）.
6. ↑  Mark Axworthy. . Illustrated by Horia Serbanescu. Osprey Publishing. 1992: 48. ISBN 1855321696.
7. ↑  Scarlata, Paul. . Firearms News. 1 October 2017  [2019-03-22]. （原始内容存档于2021-04-16）.

## 外部連結
- （英文）—Homepage of Beretta （页面存档备份，存于）
- （英文）—Beretta 1934 pictures and information in Italian （页面存档备份，存于）